# Alexander Tschäppät

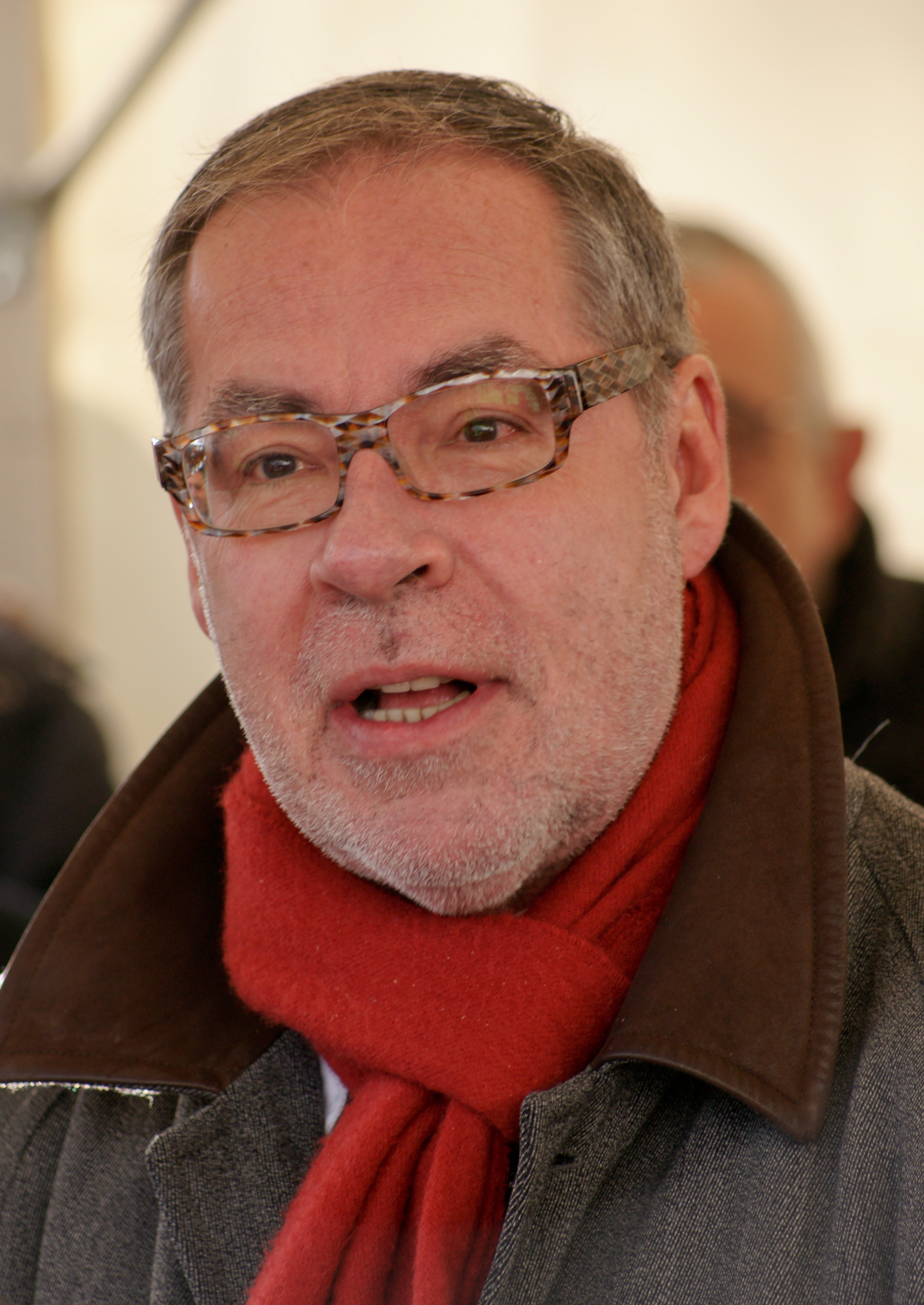
Alexander Tschäppät (2010)

Alexander Markus Tschäppät (Bern, 16 april 1952 – 4 mei 2018), was een Zwitsers politicus.

## Levensloop
Alexander Tschäppät was de zoon van de populaire stadspresident Reynold Tschäppät. Hij studeerde rechten en werkte als advocaat. Net als zijn vader is hij lid van de Sociaaldemocratische Partij van Zwitserland (SP). Hij was 1979 tot 1991 lid van de stadsraad (wetgevende macht) van de stad Bern gekozen. Tussen 1991 en 2003 was hij namens de SP lid van de Nationale Raad (tweede kamer federaal parlement) en van 1993 tot 2005 was hij voorzitter van de Kaufmännischen Verbandes Schweiz.
Alexander Tschäppät werd op 28 november 2004 tot stadspresident van Bern (burgemeester) gekozen met 60% van de stemmen. Hij kreeg 8000 stemmen meer dan zijn voornaamste tegenstander van de Vrijzinnig-Democratische Partij (FDP) Kurt Wasserfallen. Tschäppät kwam enkele malen in opspraak door onverbloemde uithalen naar de rechtse partij SVP/UDC en door grappen over Italianen. Hij werd tweemaal herkozen, maar eind 2016 liep zijn termijn af en stelde hij zich niet opnieuw kandidaat. Hij werd als stadspresident opgevolgd door Alec von Graffenried.